# Julius Nyerere
Julius Kambarage Nyerere (Butiama, 13 de abril de 1922 – Londres, 14 de outubro de 1999) foi um economista, historiador, professor, político e ideólogo socialista tanzaniano. Foi presidente do Tanganica, desde a independência deste território em 1962 e, posteriormente, da Tanzânia até se retirar da política em 1985. Em 1985-86, foi-lhe atribuído o Prêmio Lênin da Paz.

## Biografia
Julius Kambarage Nyerere nasceu em 13 de abril de 1922 em Mwitongo, uma localidade de Butiama, na região de Mara, na Tanganica. Seu pai, Nyerere Burito, era chefe tribal do povo zanaqui (ou zanaki). Burito teve 22 esposas, das quais a mãe de Julius, Mugaya Nyang'ombe, foi a quinta. Somente 25 filhos de Burito, incluindo Julius, chegaram a idade adulta. Ao nascer, Julius Nyerere recebeu o nome pessoal "Mugendi" ("caminhante" em zanaqui), mas logo foi mudado para "Kambarage", o nome de um espírito feminino da chuva, a conselho de um adivinho omugabhu. Nyerere foi criado no sistema de crenças politeísta dos zanaquis, e viveu na casa de sua mãe, auxiliando no cultivo do milhete e da mandioca. Com outros meninos de sua comunidade, também trabalhou no pastoreio de cabras e gado. Em algum momento, ele passou pelos rituais tradicionais dos zanaquis. Como filho de um chefe tribal, esteve em constante contato com o poder e com as autoridades tradicionais africanas, e viver neste meio lhe deu uma apreciação pela vida comunitária que influenciaria suas ideias políticas posteriores.
A pedido de seu pai, em 1934, quando tinha 9 anos, Nyerere começou seus estudos na Escola da Administração Nativa de Mwisenge. Sua educação foi em língua suaíli, a língua franca da Tanzânia. Sua formação primária foi concluída no Centro Missionário Nyegina. Suas excelentes notas lhe garantiram vaga na Escola Governamental de Tabora, onde, em 1942, concluiu o ensino secundário, ambiente em que teve forte esmero no autoaprendizado e aperfeiçoamento da língua inglesa. Ingressou na Universidade Makerere, em Campala (Uganda), onde formou-se em magistério, em 1947, com especilização em línguas e química-biologia. Em Tabora aproxima-se fortemente do catolicismo e se batiza, recebendo o nome "Julius Kambarage Nyerere", como ficou conhecido desde então.
Entre 1947 e 1949 trabalhou como professor na Escola de Garotos de Tabora (pública) e na Escola Santa Maria (confessional católica) na cidade de Tabora, na Tanganica. Enquanto em Tabora, filia-se a Associação Africana de Tanganica (TAA), sendo designado tesoureiro. Foi ainda em Tabora que conheceu Maria Gabriel Magige, também católica e professora, com quem viria a casar-se em 1953.
Em 1949 decidiu cursar história e economia política na Universidade de Edimburgo. Foi o primeiro tanzaniano a estudar numa universidade britânica e o segundo a completar um grau universitário fora de África, em 1952.
Voltou à ativa na política em 1953, quando era professor de história no Colégio São Francisco em Dar es Salã, primeiramente sendo eleito presidente da TAA. Em 1954, auxiliado por Oscar Kambona, transformou a TAA no partido União Nacional Africana do Tanganica (TANU), que liderou a luta pela independência da Tanganica contra a Grã-Bretanha. Julius Nyerere passou a ser conhecido pelo cognome Mwalimu (professor, em língua suaíli), em função de sua anterior profissão antes de se tornar activo na política, mas também pela sua forma de liderar.
Em 1954 ocupa sua primeira função de grande projeção pública como membro interino do Conselho Legislativo Colonial da Tanganica, nomeado pelo governador da colônia Edward Twining, sendo removido rapidamente da função após seus primeiros embates públicos com as propostas coloniais.
Foi enviado em 1955 como representate do seu partido à Organização das Nações Unidas (ONU), numa viagem financiada pelos filiados à TANU. Por suas posições anticoloniais perante a ONU, a autoridade colonial o colocou sob vigilância e pressionou que não lhe oferecessem empregos na Tanganica.

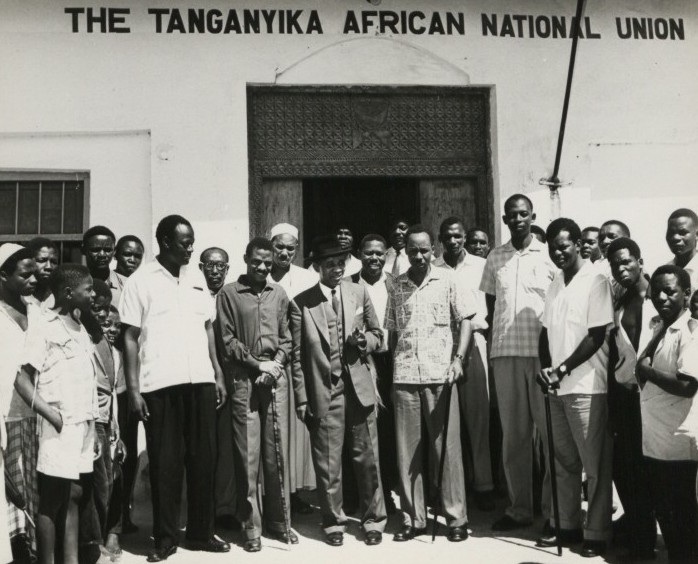
Nyerere recepciona o líder anticolonial malauiano Hastings Banda no escritório da TANU em 1960

Nyerere retornou a Dar es Salã em outubro de 1955. Daí até a Tanzânia garantir a independência, viajou pelo país quase continuamente. Nyerere impôs grande esforço para construir um pensamento anticolonial multirracial na TANU, como forma de combater as acusações proferidas governador colonial Edward Twining de que havia uma forte carga racista contra asiáticos e brancos dentro dos movimentos nacionalistas tanzanianos. Nyerere insistiu na posição de que a TANU deveria participar nas eleições Conselho Legislativo Colonial da Tanganica. Ocorridas entre 1958 e 1959, a TANU ganhou todos os lugares que disputou. Nyerere ganhou como candidato da TANU no assento do Círculo Eleitoral das Províncias Orientais, garantindo que o Conselho fosse dominado pela TANU e pelos partidos aliados.
Em março de 1959, o novo governador britânico da Tanganica, Richard Turnbull, deu à TANU cinco dos doze cargos ministeriais disponíveis no governo da colônia. Ao contrário de Twining, Turnbull estava preparado para trabalhar por uma transição pacífica para a independência. Em 1960, Nyerere participou de uma conferência de estados africanos independentes em Adis Abeba, Etiópia, na qual apresentou um documento pedindo a formação de uma Federação da África Oriental, que uniria a independência da Tanganica aos vizinhos Quênia e Uganda, mas foi voto vencido dentro de seu partido.
Na sequência das conversações com a potência colonizadora e de novas eleições no partido, Nyerere tinha sido confirmado como lider partidário em 1959. Nas eleições gerais de agosto de 1960, a TANU conquistou 70 dos 71 assentos disponíveis. Como líder da TANU, Nyerere foi chamado para formar um novo governo; ele se tornou o primeiro-ministro da Tanganica. Naquele ano, o primeiro-ministro britânico Harold Macmillan fez seu discurso "Vento da Mudança", indicando a disposição britânica de desmantelar o império colonial na África. Em março de 1961, uma conferência constitucional foi realizada em Dar es Salã para determinar a natureza de uma constituição independente; tanto os ativistas anticoloniais quanto as autoridades britânicas compareceram. As negociações definiram que, após a independência, a Tanganica manteria a rainha britânica Isabel II do Reino Unido como chefe de estado por um ano antes de se tornar uma república.

### Primeiro-ministro da Tanganica independente

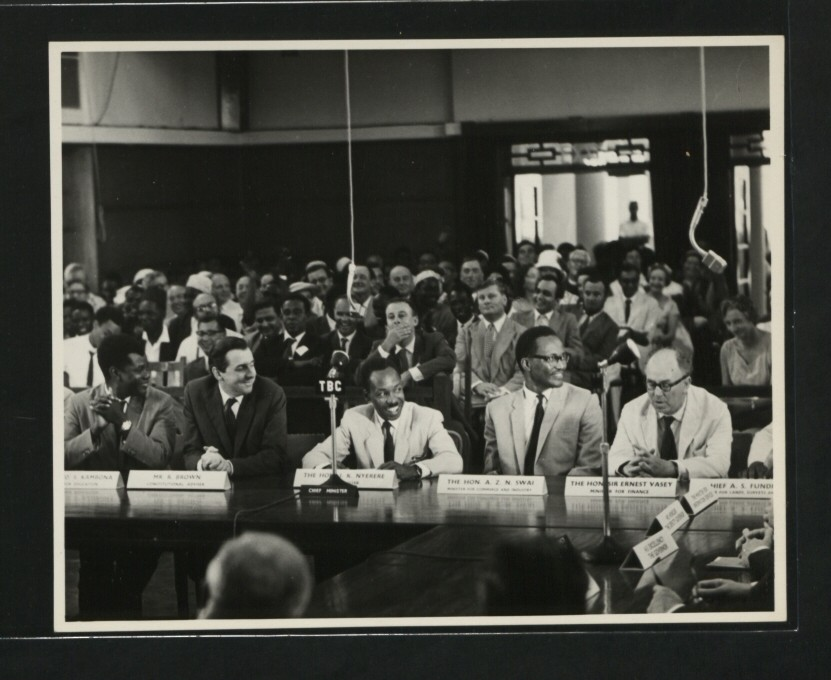
Nyerere com o Secretário de Estado Britânico das Colônias Iain Macleod, em março de 1961, nas negociações pela independência da Tanganica

Em 1 maio de 1961, a Tanganica alcançou o autogoverno. Um dos primeiros atos de Nyerere como primeiro-ministro foi interromper o fornecimento de trabalhadores de Tanganica para as minas de ouro da África do Sul. Em 9 de dezembro de 1961, a Tanganica conquistou a plena independência, em um evento marcado por uma cerimônia no Estádio Nacional. Uma lei foi logo apresentada à Assembleia que restringiria a cidadania aos africanos étnicos; Nyerere se manifestou contra o projeto de lei, comparando seu racismo às ideias de Adolf Hitler e Hendrik Verwoerd, e ameaçou renunciar caso fosse aprovada. Percebendo problemas no seu partido, seis semanas após a independência, em janeiro de 1962, Nyerere renunciou ao cargo de primeiro-ministro, com a intenção de se concentrar na reestruturação da TANU e tentar "elaborar nosso próprio padrão de democracia". Voltando a ser deputado, conseguiu nomear seu aliado político mais próximo Rashidi Kawawa como o novo primeiro-ministro. Viajou pelo país, fazendo discursos em cidades e vilas nos quais enfatizou a necessidade de autossuficiência e trabalho duro. Em 1962, a sua alma mater, a Universidade de Edimburgo, concedeu-lhe o grau honorário de Doutor em Direito.
Durante o primeiro ano de independência de Tanganica, o governo de seu partido (sob suas diretrizes diretas) se concentrou principalmente em problemas domésticos. Sob um programa de autoajuda do governo, os tanganicanos eram encorajados a dedicar um dia de trabalho por semana a um projeto comunitário, como a construção de estradas, poços, escolas e clínicas. Um serviço nacional para jovens chamado "Exército de Construção do País" (Jeshi la Kujenga Taifa-JKT) foi criado para encorajar os jovens a se envolverem em obras públicas e treinamento paramilitar. Em fevereiro de 1962, o governo anunciou seu desejo de converter o sistema latifúndios de terras em um sistema de arrendamento, o último dos quais foi considerado um melhor reflexo das ideias tradicionais sobre a propriedade de terras comunais. Nyerere escreveu um artigo, Ujamaa ("unidade" ou "família", em suaíli) no qual explicou e elogiou essa política; neste artigo, ele expressou muitas de suas ideias sobre o socialismo africano. Para Nyerere, o Ujamaa poderia fornecer uma "ética nacional" distinta da era colonial e ajudaria a consolidar o curso independente da Tanganica em meio à Guerra Fria. Com sua diretriz, portanto, conduziu o país a uma política denominada "Socialismo Africano", internamente designada Ujamaa.
Seis meses após a independência, o governo aboliu os empregos e salários dos chefes hereditários, cujas posições conflitavam com as dos funcionários do governo e que eram frequentemente considerados muito próximos das autoridades coloniais. O governo também prosseguiu a "africanização" do serviço público, dando indemnizações a várias centenas de funcionários públicos britânicos brancos e nomeando africanos no seu lugar sob a premissa de corrigir o desequilíbrio causado pelo colonialismo. No final de 1963, cerca de metade dos cargos de nível superior e médio no serviço público eram ocupados por africanos.
O governo de Rashidi Kawawa, com o apoio de Nyerere, elaborou planos de uma nova constituição que converteria Tanganica em uma república, abandonando a monarquia parlamentarista da Comunidade Britânica de Nações. A nova constituição trouxe a previsão de uma eleição direta para presidente. Na eleição presidencial de novembro, Nyerere garantiu 98,1% dos votos. Após a eleição, Nyerere anunciou que o Comitê Executivo Nacional da TANU havia votado para pedir à conferência nacional do partido que ampliasse a adesão a todos os tanganicanos. Durante a luta anticolonial, apenas africanos étnicos foram autorizados a aderir ao partido, mas Nyerere pressionou o partido a adotar uma política modernizante plurirracial, acolhendo membros brancos e asiáticos. Ele também estipulou que "anistia política completa" deveria ser concedida a qualquer pessoa expulsa do partido desde 1954, novamente permitindo-lhes filiação. No início de 1963, Amir Jamal, um asiático da Tanganica, tornou-se o primeiro membro não etnicamente africano do partido; o branco Derek Bryceson tornou-se o segundo. Nyerere acolheu asiáticos e europeus no seu gabinete de governo para combater o potencial ressentimento racial dessas minorias. Nyerere viu como importante construir uma "consciência nacional" que transcendesse as linhas étnicas e religiosas.

### Presidência da Tanganica e da Tanzânia unificada

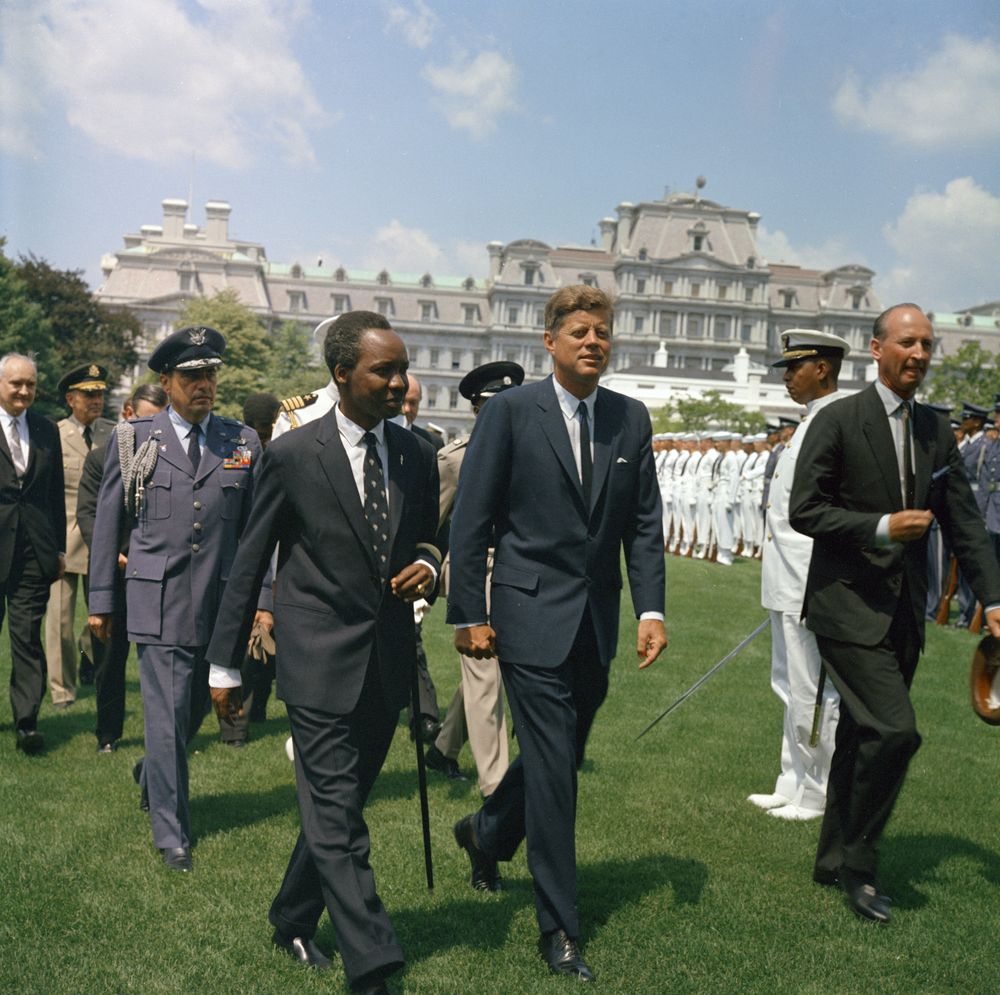
Presidente estadunidense John F. Kennedy recepciona Julius Nyerere, presidente de Tanganica, em 15 de julho de 1963

Em 9 de dezembro de 1962, um ano após a independência, Nyerere tornou-se o primeiro Presidente da Tangânica. Nyerere mudou-se para a State House em Dar es Salã, a antiga residência oficial dos governadores britânicos. Nyerere nomeou Kawawa seu vice-presidente. Os primeiros anos da presidência de Nyerere foram amplamente preocupados com os assuntos africanos. Em fevereiro de 1963, ele participou da conferência de Solidariedade Afro-Asiática em Moshi, onde citou a recente situação quinxassa-congolesa como um exemplo do neocolonialismo, descrevendo-a como parte de uma "segunda" Corrida a África. Em maio, ele participou da sessão de fundação da Organização da Unidade Africana (OUA) em Adis Abeba, na Etiópia, ecoando sua mensagem anterior, afirmando que "a verdadeira verdade humilhante é que a África não é livre; e, portanto, é a África que deve tomar as medidas coletivas necessárias para libertar a África". Ele hospedou o Comitê de Libertação da OUA em Dar es Salã e forneceu armas e apoio aos movimentos anticoloniais ativos no sul da África, como a Frente de Libertação de Moçambique (FRELIMO) durante a Guerra de Independência de Moçambique e a Milton Obote do Uganda, que conseguiu depor pelas armas o ditador Idi Amin. Forneceu recursos e incumbiu a Marga Holness a tarefa de montar o escritório internacional do Movimento Popular de Libertação de Angola (MPLA) em Dar es Salã.
Nyerere endossou a ideia pan-africanista de unificar a África como um único estado, embora discordasse da opinião do presidente ganês Kwame Nkrumah de que isso poderia ser alcançado rapidamente. Em vez disso, Nyerere enfatizou a ideia de formar confederações regionais como passos de curto prazo em direção à eventual unificação do continente. Perseguindo esses ideais, em junho de 1963 Nyerere se encontrou com o presidente queniano Jomo Kenyatta e o presidente ugandense Milton Obote em Nairóbi, onde concordaram em unir seus respectivos países em uma única Federação da África Oriental até o final do ano. Isso, no entanto, nunca se materializou. Em dezembro de 1963, Nyerere lamentou que esse fracasso foi a maior decepção do ano. Em vez disso, a Comunidade da África Oriental foi lançada em 1967, para facilitar alguma cooperação entre os três países. Mais tarde, Nyerere viu a sua incapacidade de estabelecer uma Federação da África Oriental como o maior fracasso da sua carreira. Neste período, ele lançou a Declaração de Arusha, a principal declaração política do socialismo africano da Tanzânia, Ujamaa.
Nyerere estava preocupado com os acontecimentos no Arquipélago de Zanzibar, na costa da Tanganica. Ele observou que era "muito vulnerável a influências externas", o que poderia impactar Tanganica. Nyerere estava interessado em manter os conflitos da Guerra Fria entre os Estados Unidos e a União Soviética fora da África Oriental. O Sultanato de Zanzibar garantiu a independência do Império Britânico em 1963, e em janeiro de 1964 ocorreu a Revolução de Zanzibar, na qual o sultão árabe Janxide ibne Abedalá de Zanzibar foi deposto e substituído por um governo composto em grande parte por africanos, na nova República Popular de Zanzibar e Pemba. Nyerere foi pego de surpresa pela revolução. Como Quênia e Uganda, ele rapidamente reconheceu o novo governo, embora tenha permitido que o sultão deposto pousasse em Tanganica e de lá voasse para Londres. A pedido do novo governo de Zanzibar, ele enviou 300 policiais à ilha para ajudar a restaurar a ordem.
Após a Revolução de Zanzibar, Abeid Karume declarou-se presidente da República Popular de Zanzibar e Pemba e começou a redistribuir terras de propriedade árabe entre os camponeses negros africanos. Centenas de árabes e indianos partiram, assim como a maior parte da comunidade britânica da ilha. As potências ocidentais estavam relutantes em reconhecer o governo de Karume, enquanto a União Soviética, o Bloco Oriental e a República Popular da China rapidamente o fizeram e ofereceram ajuda ao país. Nyerere ficou irritado com esta resposta ocidental, bem como com a "falta de compreensão do Ocidente" em relação a revolta dos negros zanzibaris. Em abril de 1964, ele visitou Karume; no dia seguinte, eles anunciaram a unificação política de Tanganica e Zanzibar. Nyerere rejeitou sugestões de que isso tivesse algo a ver com as lutas de poder da Guerra Fria, apresentando-o como uma resposta à ideologia pan-africanista: "A unidade em nosso continente não precisa vir por meio de Moscou ou Washington.". Uma constituição provisória para a "República Unida de Tanganica e Zanzibar" confirmou Nyerere como presidente do país, com Karume como seu primeiro vice-presidente e Rashidi Kawawa como seu segundo vice-presidente. Em agosto, o governo lançou um concurso para encontrar um novo nome para o país; dois meses depois, anunciou que a proposta vencedora era "República Unida da Tanzânia". Não houve nenhuma mudança imediata na estrutura do governo de Zanzibar; Karume e seu Conselho Revolucionário permaneceram no comando do arquipélago, e não houve fusão da TANU e do Partido Afro-Shirazi.

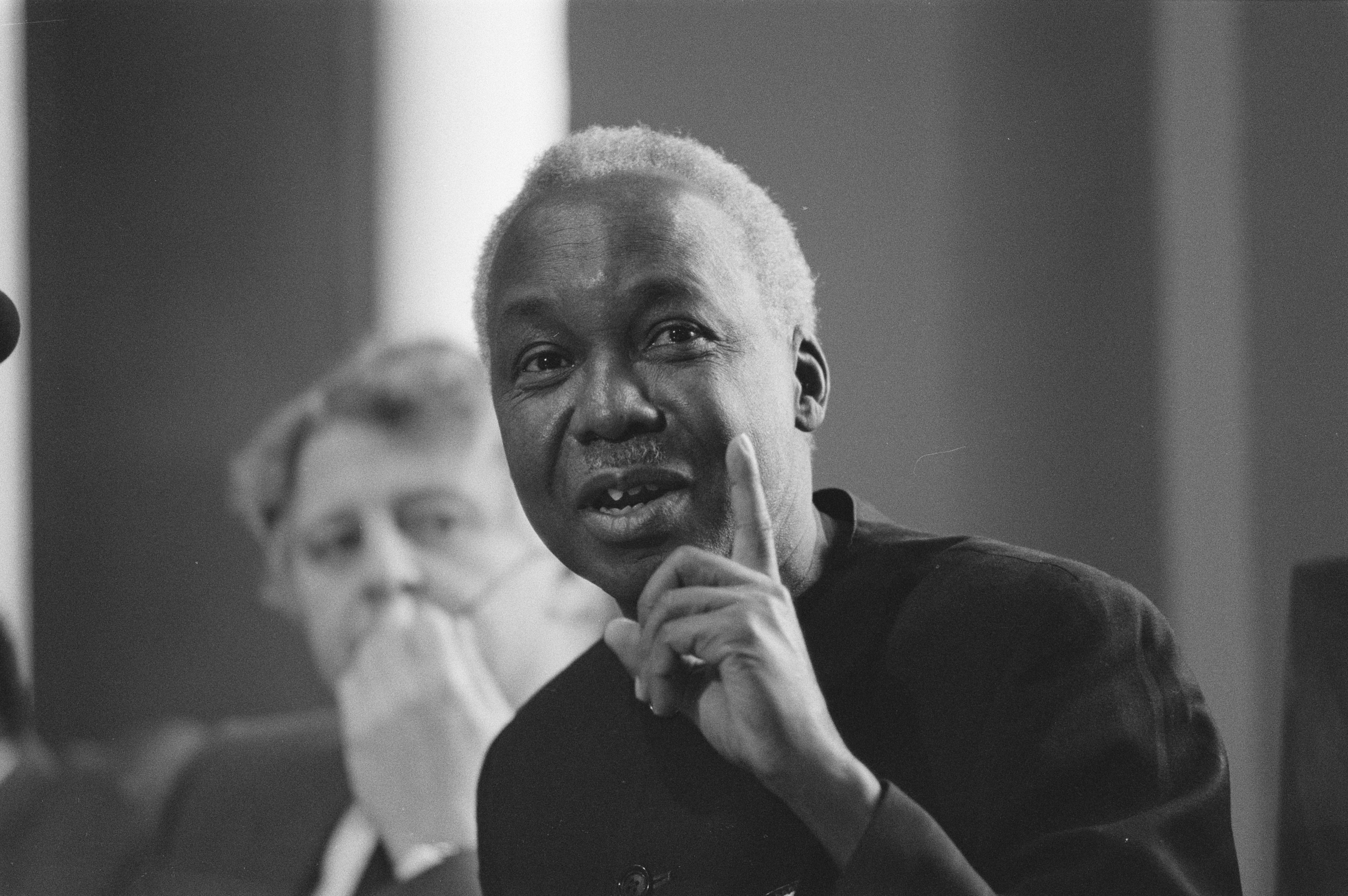
Nyerere discursa aos membros do Senado e da Câmara dos Representantes nos Estados Gerais dos Países Baixos em março de 1985

Karume, porém, era errático e imprevisível. Ele era uma fonte de constrangimento constante para Nyerere, que o tolerava em prol da unidade da Tanzânia. Havia bastante divergência em relação a condução do sistema legal em Zanzibar, na política social (Karume defendia o casamento poligâmico e com meninas menores) e na política econômica, havendo inclusive desajuste na política cambial, bem como na perseguição de Karume a seus opositores pessoais (Abdulrahman Mohamed Babu e John Okello). Em abril de 1972, Karume foi assassinado por quatro homens armados. Inicialmente como um dirigente que trabalhava pela justiça social, unidade nacional e boas relações raciais, Nyerere passou a receber fortes críticas pelo crescente autoritarismo de seu governo, inclusive com a prisão de antigos aliados, como a líder feminista Bibi Titi Mohamed e o marxista Abdulrahman Mohamed Babu (a quem imputou, sem provas, participação no complô na morte de Karume, que na verdade era adversário de Nyerere), em 1972, que somente não foram mortos após uma enorme campanha internacional. Em 1977, lidera a fusão do seu partido com o Partido Afro-Shirazi de Zanzibar para formar o Partido da Revolução (ou Chama Cha Mapinduzi em suaíli).
Estabeleceu laços com a República Popular da China, que financiou a construção do Caminho de Ferro Tanzânia–Zâmbia entre 1970 e 1975, de ligação entre o porto de Dar es Salã e a Zâmbia, e participou ainda noutros projetos industriais. Apesar do esforço em termos de educação, que fez com que a Universidade de Dar es Salaam, e principalmente o seu Instituto de Ciências Marinhas, transformem-se em centros de excelência, a política Ujamaa não alcançou todos os resultados pretendidos e foi abandonada gradualmente pelos governantes que o sucederam. Nyerere foi também um dos fundadores da Comunidade de Desenvolvimento da África Austral, e travou uma guerra contra os ugandenses, se saindo vitorioso na Guerra Uganda-Tanzânia.

### Pós-presidência
Nyerere, que se conservou no poder até 1985 quando, voluntariamente decidiu deixar a presidência. Depois de deixar a presidência da Tanzânia, Nyerere continuou activo na política internacional, principalmente como Presidente do Intergovernmental South Centre e teve um papel central como mediador do fim conflito no Burundi, em 1996.

## Causa de canonização
Em janeiro de 2005, a Diocese de Musoma abriu a causa de canonização de Nyerere, que era um católico devoto e um homem de reconhecida integridade. Ele recebeu o título de Servo de Deus. O postulador de Nyerere é o Dr. Waldery Hilgeman.

## Livros da autoria de Julius Nyerere
- (1968) Freedom and Socialism. A Selection from Writings & Speeches, 1965-1967, Dar es Salaam: Oxford University Press.
- (1974) Freedom & Development, Uhuru Na Maendeleo, Dar es Salaam: Oxford University Press. (ensaios sobre educação de adultos, liberdade e desenvolvimento)
- (1977) Ujamaa-Essays on Socialism, London: Oxford University Press.
- (1979) Crusade for Liberation, Dar es Salaam: Oxford University Press.
- (1978) "Development is for Man, by Man, and of Man": The Declaration of Dar es Salaam in B. Hall and J. R. Kidd (eds.) Adult Learning: A design for action, Oxford: Pergamon Press.